# Vize
Vize (em búlgaro: Виза; romaniz.: Viza), antigamente Bizie (em grego: Βιζύη; romaniz.: Bizye) é uma cidade e distrito da província de Kirklareli na região de Mármara na Turquia. Em 2012, o governador do distrito era Savaş Ünlü e o prefeito Selçuk Yılmaz. A população da cidade é de 12 196 pessoas enquanto o distrito conta com 29 153 pessoas. A distância da cidade para o centro da província é de 56 km. Vize está situado na estrada nacional D.020, que vai de Istambul para Edirne através de Kirklareli.
Pertence à rede das Cidades Cittaslow.

## História
As origens das cidade são desconhecidas, no entanto, sabe-se que na Antiguidade e durante o período bizantino foi conhecida com o nome de Bizie. No período helenístico a cidade foi possivelmente a capital de um estado trácio independente e no período romano, com a transferência da capital imperial para Constantinopla, a cidade prosperou e aumentou em importância. No período bizantino a cidade continuou a prosperar até que foi conquistada, junto com a capital pelos latinos durante a Quarta Cruzada (1204) e pelos turcos otomanos em 1453.
A acrópole da cidade possui alguns edifícios antigos e uma igreja bizantina de Santa Sofia perfeitamente preservada e datável do século V ou VI; na encosta da colina há as ruínas de um teatro grego. No entorno da colina e no vale circundante há vestígios de inúmeros túmulos dos reis trácios, bem como igrejas bizantinas, estruturas otomanas e uma antiga sinagoga.

## Lugares para visitar
- Pequena Santa Sofia (Mesquita de Gazi Suleiman Paxá; em turco: Küçük Ayasofya Kilisesi; romaniz.: Gazi Süleyman Paşa Camii) é uma Igreja Ortodoxa da era bizantina construída sob o imperador Justiniano I (r. 527–565), que foi convertida posteriormente no período otomano em uma mesquita. Planejada no plano das basílicas orientais, a igreja foi erigida sob os alicerces de um templo de Apolo com pedras e tijolos. A forma cruciforme da igreja consiste em uma nave com duas fileiras de colunas com três colunas cadas, dois corredores e um abside no final. Seu telhado original, feito de madeira, foi substituído no século XII ou XIII por uma alta cúpula. O edifício é abobadado em tornou de uma cúpula, um estilo diferente que é não é normalmente visto na arquitetura bizantina.[3]
- Fortaleza de Vize (em turco: Vize Kalesi) é uma fortificação construída no período romano. Está situada no noroeste da cidade. Acredita-se que a fortaleza foi erigida originalmente em 76−72 a.C., e foi revitalizada durante o reinado de Justiniano I. Foi construída com pedras cortadas e alvenaria de escombros sobre fundações com blocos de pedra de 50 cm x 80 cm e 100 cm x 150 cm. A cor azulada das pedras na parede norte indica que esta seção foi reconstruída no período bizantino tardio durante a dinastia Paleólogo. A fortaleza consiste em dois muros alinhados. Os muros oeste e sul da cidade estão intactos. Uma inscrição cravada em pedra com letras do alfabeto grego, que foi encontrada na fortaleza, diz "Aqui foram construídas as torres de vigia sob a administração de Firmo, o filho de Aulo Pores, juntamente com Aulo Centes, o filho de Rites e filho de Centes, e Rabdo, o filho de Hiaquintos". Está exposta no museu de Kirklareli.[4]
- Anfiteatro (em turco: Antik tiyatro) é um teatro ao ar livre construído no século II durante o período romano tardio, o único conhecido na Trácia. Foi descoberto em 1998 durante escavações arqueológicas realizadas no tumulus Çömlektepe. Partes de um teatro romano, que ainda existo, são os cavea (assentos dos espectadores) com corredores entre os assentos, o scaenae (palco) e orquestra. Relíquias do scaenae frons, o fundo do palco, são exibidas no museu de Kırıkkale.[5]

## Galeria de fotos

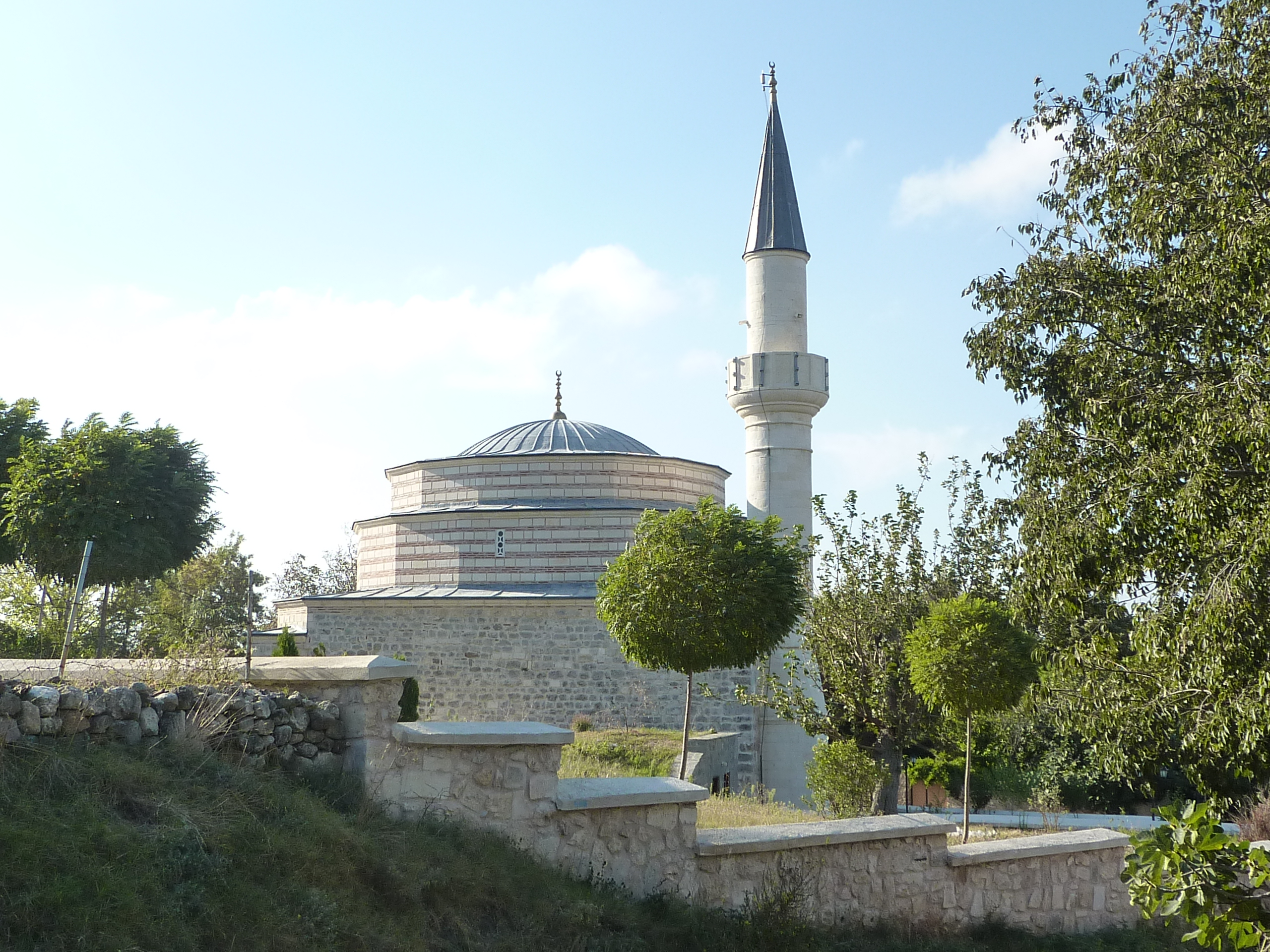
Mesquita de Hasan Bey
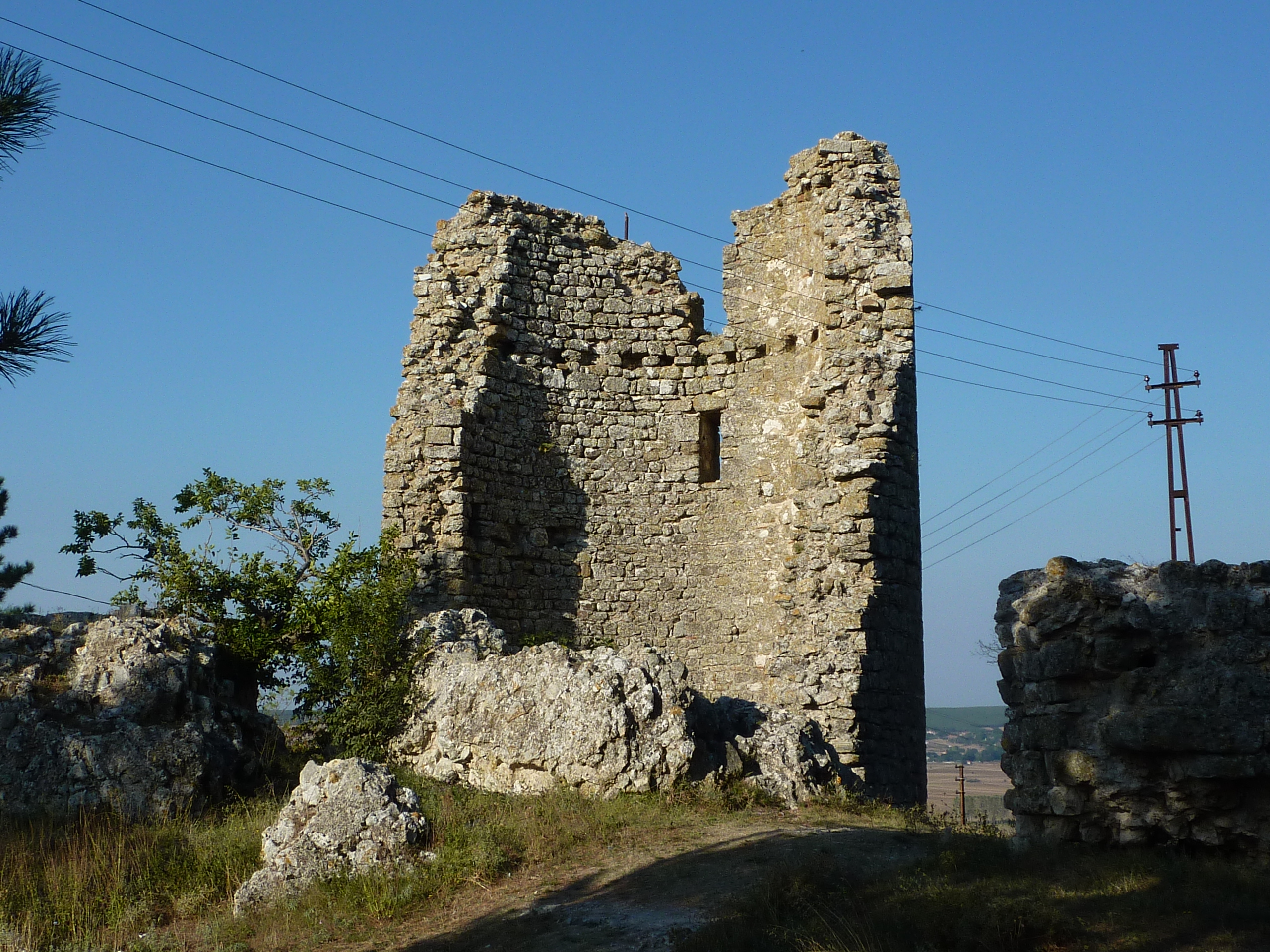
Ruínas de uma das torres de vigia da cidade.
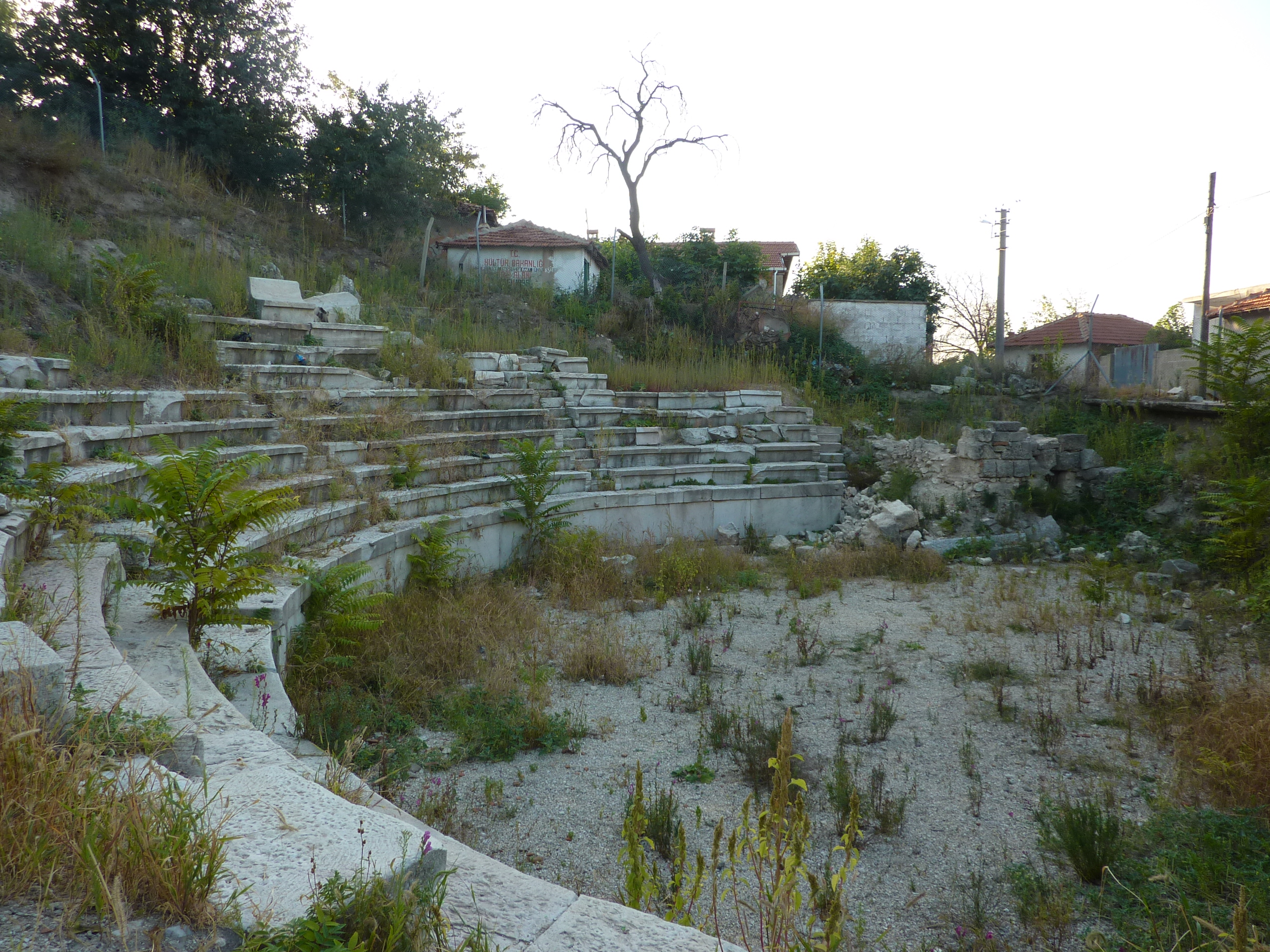
Anfiteatro romano de Vize.
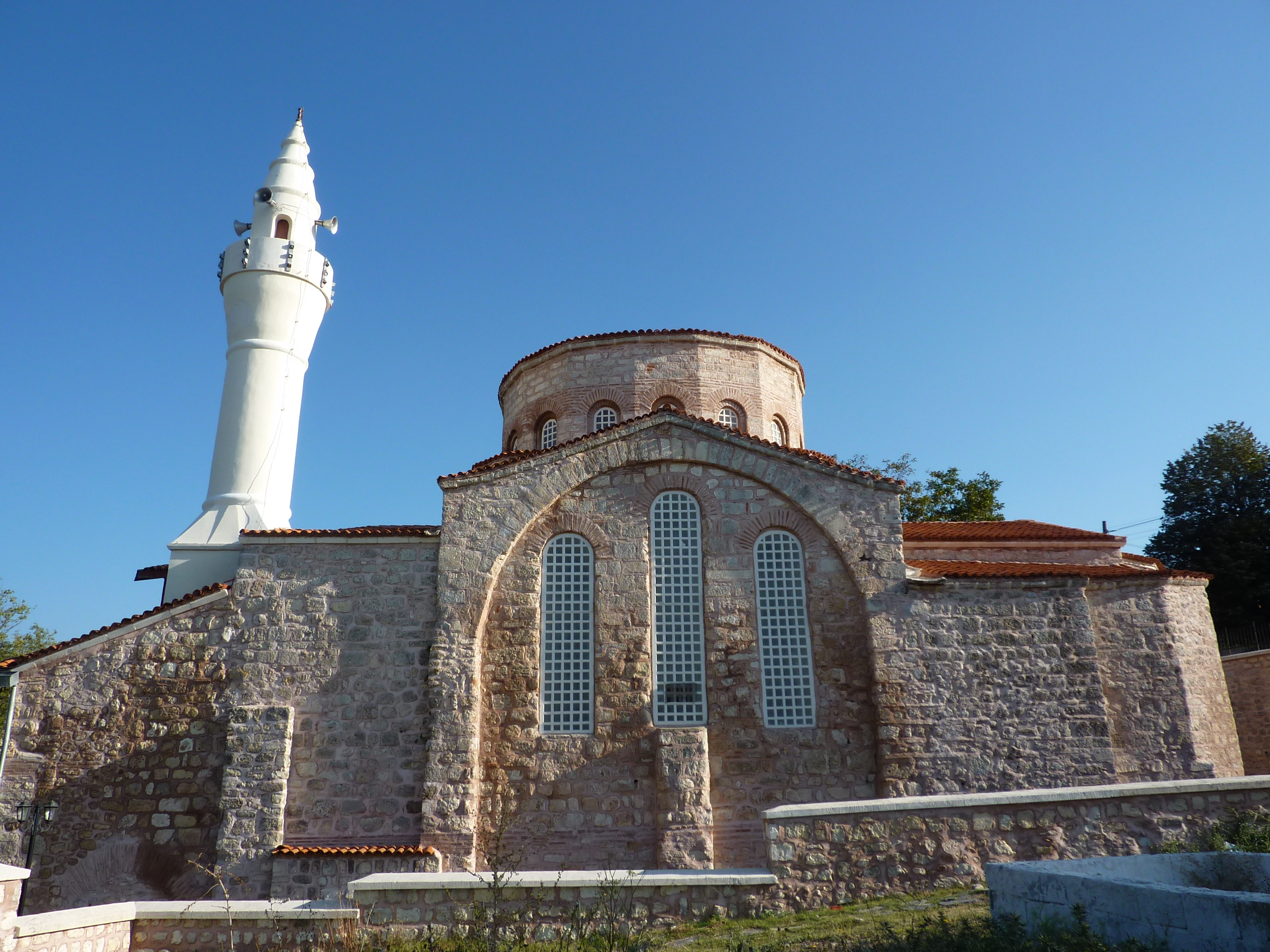
Igreja de Santa Sofia de Vize.